# Ring Club Belp
| Ring Club Belp          | Ring Club Belp                   | Ring Club Belp                   |
| Vereinsdaten            | Vereinsdaten                     | Vereinsdaten                     |
| ----------------------- | -------------------------------- | -------------------------------- |
| Gründung                | 1972                             | 1972                             |
| Vereinsfarben           | Rot                              | Rot                              |
| Präsident               | Stefan Burri                     | Stefan Burri                     |
| Abteilung Ringen        |                                  |                                  |
| Liga                    | Swiss Wrestling Promotion League | Swiss Wrestling Promotion League |
| Sportstätte             | Dreifachturnhalle Neumatt Belp   | Dreifachturnhalle Neumatt Belp   |
| Trainer Aktivmannschaft | Roland Ruch                      | Roland Ruch                      |
| Vereinserfolge          | Aufstieg NLA 1995                | Aufstieg NLA 1995                |
| Internet                |                                  |                                  |
| Homepage                | www.rcbelp.ch                    | www.rcbelp.ch                    |

Der Ring Club Belp ist ein Ringerverein aus Belp im Kanton Bern in der Schweiz. Der RC Belp wurde 1972 gegründet und ist dem Vereinsverband Belp (VVB) angeschlossen. Die Aktivmannschaft ringt derzeit in der Swiss Wrestling Promotion League.

## Aktivmannschaft
Der grösste Erfolg der Mannschaft war bisher der Aufstieg in die Nationalliga A (heute Swiss Premium League) im Jahr 1994. Nach einem Jahr NLA stieg man aber schon wieder ab. Seither hatte die Mannschaft sportlich einige Tiefs und Hochs. Bis 2004 konnte man sich in der Nationalliga B (heute Swiss Challenge League) etablieren, bis man im selben Jahr in die 1. Liga absteigen musste. Der Abstieg wurde 2005 mit dem Aufstieg in die NLB wieder korrigiert. 2006 wurde der Ligaerhalt erfolgreich geschafft und 2007 gelang sogar der Einzug in die Playoffs der NLB. 
2011 musste die Mannschaft erneut in die 1. Liga absteigen. In der jüngeren Vereinsgeschichte konnte der RC Belp mit dem Gewinn der Silbermedaille 2018 und 2023 in der 1. Liga wichtige Erfolge verbuchen. Mit dem jüngsten Erfolg hat sich die Mannschaft für den Aufstieg qualifiziert und ist 2024 in der Swiss Challenge League West angetreten. Der Verein konnte sportlich in der höheren Liga nicht reüssieren und musste nach einer Saison den Abstieg in die 1. Liga (seit 2025 Swiss Promotion League) vollziehen. 2025 tritt die Mannschaft in der Swiss Promotion League West an.

## Erfolge

### Weltmeisterschaft
| Jahr | Name           | Rang | Kategorie |
| ---- | -------------- | ---- | --------- |
| 1990 | Trachsel Heinz | 10   | Aktive    |

### Europameisterschaft
| Jahr | Name               | Rang | Kategorie   |
| ---- | ------------------ | ---- | ----------- |
| 1987 | Trachsel Roland    | 7    | U-18        |
| 1987 | Trachsel Heinz     | 7    | U-18        |
| 2001 | Willi Cornelia     | 3    | Kadettinnen |
| 2002 | Willi Cornelia     | 3    | Kadettinnen |
| 2003 | Willi Cornelia     | 4    | Kadettinnen |
| 2004 | Willi Cornelia     | 12   | Juniorinnen |
| 2005 | Willi Cornelia     | 14   | Juniorinnen |
| 2006 | De Simone Gabriele | 9    | Kadetten    |
| 2006 | Willi Daniel       | 13   | Kadetten    |
| 2007 | Willi Cornelia     | 12   | Frauen      |
| 2007 | Willi Daniel       | 14   | Kadetten    |

### Schweizermeister
| Jahr | Name               | Kategorie |
| ---- | ------------------ | --------- |
| 1975 | Spycher Peter      | Aktiv     |
| 1978 | Trachsel Roland    | Jugend B  |
| 1979 | Trachsel Roland    | Jugend B  |
| 1980 | Trachsel Heinz     | Jugend B  |
| 1981 | Trachsel Roland    | Jugend B  |
| 1982 | Trachsel Roland    | Jugend B  |
| 1983 | Trachsel Roland    | Jugend A  |
| 1983 | Trachsel Heinz     | Jugend A  |
| 1984 | Wittwer Stefan     | Jugend B  |
| 1984 | Trachsel Heinz     | Jugend A  |
| 1985 | Trachsel Roland    | Jugend A  |
| 1985 | Trachsel Heinz     | Jugend A  |
| 1987 | Trachsel Roland    | Junioren  |
| 1987 | Trachsel Heinz     | Junioren  |
| 1988 | Trachsel Roland    | Junioren  |
| 1988 | Trachsel Roland    | Junioren  |
| 1988 | Trachsel Heinz     | Aktiv     |
| 1988 | Oesch Christian    | Junioren  |
| 1989 | Trachsel Roland    | Junioren  |
| 1991 | Trachsel Heinz     | Aktiv     |
| 1991 | Schürch Rudolf     | Aktiv     |
| 1994 | Masshardt Adrian   | Jugend    |
| 1996 | Wyder Stefan       | Jugend    |
| 1997 | Burri Stefan       | Jugend    |
| 1997 | Burri Stefan       | Jugend    |
| 1997 | Feller Daniel      | Jugend    |
| 2001 | Willi Daniel       | Jugend    |
| 2001 | Willi Daniel       | Jugend    |
| 2002 | Trachsel Tamara    | Jugend    |
| 2002 | Willi Daniel       | Jugend    |
| 2003 | Willi Daniel       | Jugend    |
| 2003 | De Simone Gabriele | Jugend    |
| 2003 | Künzi Lukas        | Jugend    |
| 2003 | Müller Patrick     | Jugend    |
| 2003 | Willi Daniel       | Jugend    |
| 2003 | Müller Patrick     | Jugend    |
| 2004 | Künzi Lukas        | Jugend    |
| 2004 | Künzi Lukas        | Jugend    |
| 2004 | Trachsel Marco     | Jugend    |
| 2004 | Trachsel Tamara    | Jugend    |
| 2005 | Trachsel Marco     | Jugend    |
| 2005 | Willi Daniel       | Kadetten  |
| 2005 | Willi Daniel       | Kadetten  |
| 2005 | Wenger Samuel      | Junioren  |
| 2005 | Trachsel Reto      | Junioren  |
| 2005 | Willi Cornelia     | Frauen    |
| 2006 | De Simone Gabriele | Kadetten  |
| 2006 | Willi Daniel       | Kadetten  |
| 2006 | Sloendregt Florin  | Kadetten  |
| 2006 | De Simone Gabriele | Kadetten  |
| 2007 | Willi Daniel       | Junioren  |
| 2007 | Willi Cornelia     | Frauen    |
| 2007 | Willi Daniel       | Junioren  |
| 2007 | Willi Daniel       | Kadetten  |
| 2007 | Willi Daniel       | Kadetten  |
| 2007 | Trachsel Marco     | Jugend    |
| 2007 | De Simone Gabriele | Kadetten  |
| 2007 | Künzi Lukas        | Kadetten  |
| 2008 | Stauffer Fabian    | Jugend    |
| 2008 | Stauffer Fabian    | Jugend    |
| 2008 | Weber Stefan       | Jugend    |
| 2009 | Weber Stefan       | Kadetten  |
| 2010 | Weber Stefan       | Kadetten  |
| 2010 | Willi Daniel       | Junioren  |
| 2011 | Schwander Manuel   | Jugend    |
| 2012 | Schwander Manuel   | Jugend    |
| 2012 | Weber Stefan       | Kadetten  |
| 2013 | Weber Stefan       | Junioren  |
| 2014 | Schwander Manuel   | Jugend    |
| 2015 | Schwander Manuel   | Kadetten  |
| 2015 | Weber Stefan       | Junioren  |
| 2016 | Schwander Manuel   | Kadetten  |
| 2023 | Wenger Joel        | Jugend    |
| 2024 | Fudalej Jacek      | Kadetten  |
| 2025 | Wenger Joel        | Jugend    |